# Traiano Patrizio
Traiano Patrizio (in greco Τραϊανός Πατρίκιος?, Traianós Patríkios, in latino Traianus Patricius; VII secolo – VIII secolo) è stato uno storico bizantino.
Secondo l'enciclopedia Suda del X secolo, un patrizio di nome Traiano visse sotto l'imperatore Giustiniano II.
Traiano scrisse una cronaca, Epitome, opera che venne giudicata "molto ammirevole". Nella Suda viene descritto come "un cristiano tra i più fedeli e i più ortodossi". Si considera che la cronaca abbia coperto il periodo dalla fine del VII secolo (probabilmente dal 668) fino al 713 o al 720 circa, e fu probabilmente usata da Teofane Confessore e il patriarca Niceforo I di Costantinopoli come fonte comune per le loro cronache. La cronaca di Traiano è anche una fonte per quella di Leone Grammatico.